# Trempelhøjde
Begrebet trempelhøjde dækker over højden i et hus fra oversiden af det færdige gulv på øverste etage til det lodrette måleplans skæring med den indvendige beklædning. Trempelhøjden er relevant i trempelkonstruktionshuse, hvor tempelkonstruktionen hæver facaden over etageadskillelsen. Det giver mere plads og en bedre udnyttelse af rummet under taget. Trempelspær er en variant af hanebåndsspær og ses især på ældre huse.
Højden bruges, når nye huse opføres, idet der i mange kommuner er bestemmelse om hvor høj trempelhøjden må være af hensyn til lokalplaner. 